# Puente Calle-Calle

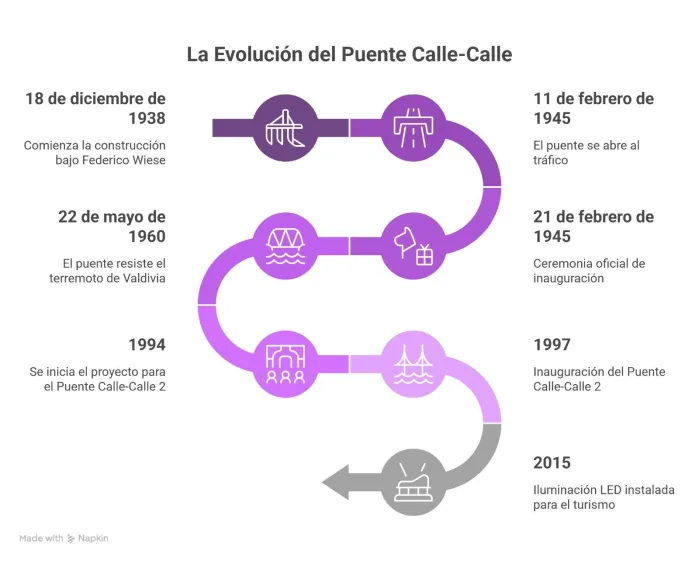
Linea de tiempo, Evolución Puente Calle-Calle Valdivia.

El Puente Calle-Calle está formado por dos puentes paralelos que cruzan el río homónimo en Valdivia (Región de Los Ríos, Chile) y que conecta los sectores de Las Ánimas y Valdivia.
Se componen de dos puentes, el Puente Calle-Calle 1, que actualmente, es utilizado para cruzar (en sentido vehicular) desde Valdivia a Las Ánimas, y que cuya construcción fue iniciada en 1938 y que fue entregado en 1945. El Puente Calle-Calle 2, es utilizado para cruzar desde Las Ánimas a Valdivia, y cuya licitación fue iniciada en 1994 e inaugurado en 1997.
A fines del 2011, el pavimento fue repuesto por el Ministerio de Obras Públicas.

## Historia

### Puente Calle-Calle 1

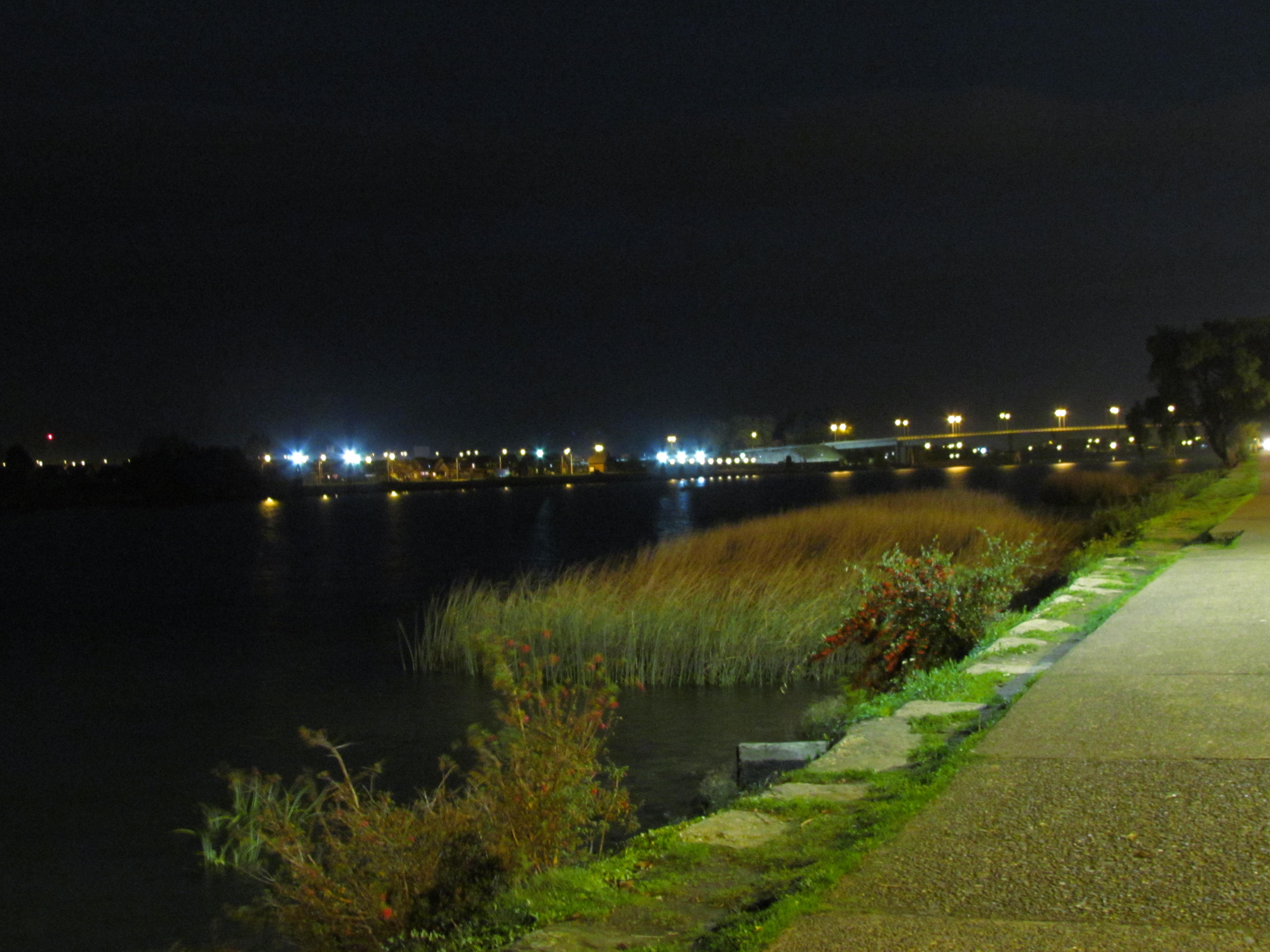
Puente Calle-Calle de noche, con vista al este

Debido al desarrollo industrial en el sector de Las Ánimas, se hizo necesario que se construya un puente que conectara el barrio con la ciudad de Valdivia. El 18 de diciembre de 1938, comenzó la construcción del puente, con la supervisión del ingeniero Federico Wiese.
En un principio estaba pensado que el puente tenga cuatro arcos, pero los encargados de la obra decidieron dejarlo con tres arcos, y dos pilares en el río Calle-Calle.
En 1935, se creó un "Comité Pro Puente". El 22 de julio de 1938, se aprueba la construcción, la cual se inició el 18 de diciembre de 1938. La estructura esta fabricada en hormigón armado, siguiendo el diseño de los arcos del Puente Pedro de Valdivia, tiene una calzada de 12 metros y una vereda de 2 metros.
El 21 de febrero de 1945, fue entregado el puente de forma oficial, en la inauguración contó con la bendición del Monseñor Arturo Mery y la asistencias de las autoridades de la época, como el ingeniero Federico Wiese. El primer vehículo que transitó fue el Carro bomba de la Octava Compañía de Bomberos. El costo de la obra fue de $7 Millones de pesos.
Gracias a la aprobación del puente Calle-Calle, se le dio el visto bueno para comenzar la construcción del puente Pedro de Valdivia. Para el terremoto de Valdivia, del 22 de mayo de 1960, tanto como el puente Calle-Calle y el puente Pedro de Valdivia, lograron soportar el movimiento telúrico de 9,5 grados en la escala de Richter. Pero los accesos de ambos viaductos se cayeron y solo los pilares presentaron grietas que no ponían peligro a los peatones y vehículos. Para el paso de estos mismos, se instalaron tablones en los accesos, pero se suspendió el tránsito momentáneamente.
La Dirección de Viabilidad, en conjunto con el ejército, levantaron en el río Cau-Cau, un puente de pontones para que el sector Las Ánimas no quedara aislado mientras el tránsito estaba suspendido. Con los años, se hizo necesario una serie de reparaciones en el puente Calle-Calle. Fue en plena Dictadura Militar que se planteó la necesidad de hacerle arreglos al puente, y de levantar un segundo puente al costado del que ya estaba construido, se consideró que su acceso era obligatorio para lograr acceder a la Ruta 5. 
Tras el retorno a la democracia, el Ministerio de Obras Públicas tomó el proyecto del Puente Calle-Calle 2. El inicio de la obra comenzó con la licitación en el año 1994, y en 1997 se entregó e inauguró en presencia del presidente Eduardo Frei Ruiz-Tagle. Con ambos puentes quedan 4 pistas vehiculares, y 2 veredas para peatones. El puente Calle-Calle 1 es utilizado para ingresar desde Valdivia al sector Las Ánimas, mientras que el puente Calle-Calle 2 es utilizado para ingresar desde Las Ánimas a Valdivia. En el año 2015, se implementó iluminación led a los costados del puente, con fines turísticos.

### Puente Calle-Calle 2
Hacia 1982, Valdivia (y el Puente Calle-Calle 1), eran el paso obligado para ir hacia la Ruta 5, por lo cual el tráfico vehicular era intenso y debido a las secuelas del terremoto, el puente ya no estaba en condiciones, incluso se advertía sobre la inclinación de uno de los pilares. Por lo cual se planteó la alternativa de construir el Puente Cau-Cau, para descongestionar el Puente Calle-Calle 1. Además se planteó como alternativa, construir el Puente Cruces y construir un camino costero paralelo a la ruta 5.
La construcción del este puente es mixta, hormigón armado y acero. El diseño es idéntico al Calle-Calle 1. La construcción estuvo a cargo de Gender Ltda. y el proyectista fue Nelson San Martin.
La alternativa escogida (en ese entonces) fue construir un puente paralelo al Calle-Calle 1, en 1994 se licita la ampliación del puente, y en 1997 es abierto al público.

### Infraestructura
La construcción del Puente Calle – Calle no es la misma realizada hoy en día, la cual se encontraba anteriormente en los planes de construcción, hoy en día, no hay planos de esta estructura. Se concluye que posee algunas partes muy similares al Puente Pedro de Valdivia, puente ubicado en esta misma ciudad. Sus materiales se basan principalmente de hormigón armado y acero para tener su armadura inicial, teniendo de manera total, una longitud medida en 223,3 metros de largo, unos 9 metros de ancho y 12 metros de alto, quedando por encima del cauce del Río Calle – Calle. 
Su infraestructura está hecha por un material de cajones de hormigón armado y de base armaduras de acero que mantienen la firmeza y forma de esta estructura, logrando la estabilidad del puente. Este puente posee cuatro cepas (excavaciones lineales que se usan para poder poner el cemento en las construcciones y dar una base estable) las cuales, dos de estas mismas se encuentran en los lechos de la orilla del Río Calle – Calle. 

### Adaptaciones
El Puente Calle – Calle, al estar conformado por dos puentes paralelos y al tener tantos años de antigüedad, se van necesitando mantenimientos, al igual que ir revisando si se necesita alguna adaptación en su infraestructura para poder mantener así su activo uso y seguridad para aquellos que usan el puente de manera activa desde Valdivia hacia el sector de Las Ánimas (sector en Valdivia), y viceversa. 
El Ministerio de Obras Públicas intentó mitigar los efectos de socavones que iban teniendo las cepas del puente y mejorar la transitabilidad de un extremo a otro del puente, siempre se van haciendo mantenciones de conservación de su material, reparando accesos para que no haya dificultades vehiculares y su implementación de veredas peatonales, instalando baldosas y hormigón para hacerlas seguras, siendo este puente uno de los más transitados en la Región de Los Ríos.

### Actualidad
Finalmente con ambos puentes quedan en total 4 pistas vehiculares, las dos pistas del Puente Calle-Calle 1 es utilizado para ingresar Las Ánimas, mientras que las dos pistas del Puente Calle-Calle 2 es utilizado para ingresar a Valdivia. Cada uno de los puentes tienen en sus extremos exteriores una vereda para el paso peatonal.
En 2015, fue instalada iluminación led decorativa a los costados del puente, con fines turísticos.
Actualmente y debido al aumento del parque vehicular en la ciudad, estos puentes constituyen un lugar de congestión vehicular en horas puntas, por lo cual se la ciudad se vio en la necesidad de construir otros puentes como Puente Cau-Cau, pero debido a las fallas de este, se construyó el Puente Santa Elvira y se baraja la posibilidad de construir el Puente Los Pelúes, el cual iría paralelo al Puente Pedro de Valdivia.